# Liste der Nummer-eins-Hits in Irland (1981)
Diese Liste enthält alle Nummer-eins-Hits in Irland im Jahr 1981. Es gab in diesem Jahr 24 Nummer-eins-Singles.
| Singles |
| --- |
| - St Winifred’s School Choir – There’s No One Quite Like Grandma - 3 Wochen (20. Dezember 1980 – 9. Januar 1981) - John Lennon – (Just Like) Starting Over - 3 Wochen (10. Januar – 30. Januar) - John Lennon – Imagine - 1 Woche (31. Januar – 6. Februar, insgesamt 2 Wochen; siehe 1975) - John Lennon – Woman - 3 Wochen (7. Februar – 27. Februar) - Joe Dolce Music Theatre – Shaddap You Face - 3 Wochen (28. Februar – 20. März) - Ultravox – Vienna - 1 Woche (21. März – 27. März) - Joe Dolan – More and More - 1 Woche (28. März – 3. April) - Shakin’ Stevens – This Ole House - 3 Wochen (4. April – 24. April) - Bucks Fizz – Making Your Mind Up - 2 Wochen (25. April – 8. Mai) - Stars on 45 – Stars on 45 - 2 Wochen (9. Mai – 22. Mai) - Shakin’ Stevens – You Drive Me Crazy - 6 Wochen (23. Mai – 3. Juli) - Michael Jackson – One Day in Your Life - 2 Wochen (4. Juli – 17. Juli) - The Fureys & Davy Arthur – When You Were Sweet Sixteen - 1 Woche (18. Juli – 24. Juli) - The Wolfe Tones – When You Were Sweet Sixteen - 3 Wochen (25. Juli – 14. August) - Shakin’ Stevens – Green Door - 4 Wochen (15. August – 11. September) - Foster & Allen – A Bunch of Thyme - 1 Woche (12. September – 18. September) - Aneka – Japanese Boy - 1 Woche (19. September – 25. September) - Adam & the Ants – Prince Charming - 2 Wochen (26. September – 9. Oktober) - Ottawan – Hands Up (Give Me Your Heart) - 2 Wochen (10. Oktober – 23. Oktober) - Dave Stewart & Barbara Gaskin – It’s My Party - 4 Wochen (24. Oktober – 20. November) - The Police – Every Little Thing She Does Is Magic - 1 Woche (21. November – 27. November) - Julio Iglesias – Begin the Beguine (Volver a empezar) - 3 Wochen (28. November – 18. Dezember) - The Human League – Don’t You Want Me - 1 Woche (19. Dezember – 25. Dezember) - ABBA – One of Us - 4 Wochen (26. Dezember 1981 – 22. Januar 1982) |

Siehe auch: Nummer-eins-Hits 1981 in  Australien, Belgien, Deutschland, Finnland, Frankreich, Italien, Japan, Kanada, Neuseeland, den Niederlanden, Norwegen, Österreich, Schweden, der Schweiz, Spanien, den Vereinigten Staaten und im Vereinigten Königreich.